# 凱悅酒店集團
凱悅酒店集團（英語：Hyatt Hotels Corporation）是世界跨國酒店集團，總部位于美國伊利諾伊州芝加哥，在世界各地管理數百間酒店，擁有及管理超過140,000間客房。旗下酒店遍及世界各地45個國家和地區，員工數以萬計。
目前凱悅酒店集團之子公司管理、特許經營、擁有及開發一系列酒店連鎖品牌，正在開發的新項目遍及全球六大洲。凱悅酒店集團旗下之酒店房價定位基本上都不低於120美元。
凱悅酒店集團以柏悅、安達仕、君悅及凱悅品牌位於世界各地的絕大部份酒店都被當地機關及國際旅遊雜誌評為五星，其中以柏悅、君悅、安達仕品牌經營的酒店全部都被評為五星或超五星，而大部份酒店例如臺北君悅酒店、上海金茂君悦大酒店、香港君悅酒店、新加坡君悅酒店都屢獲殊榮。

## 歷史

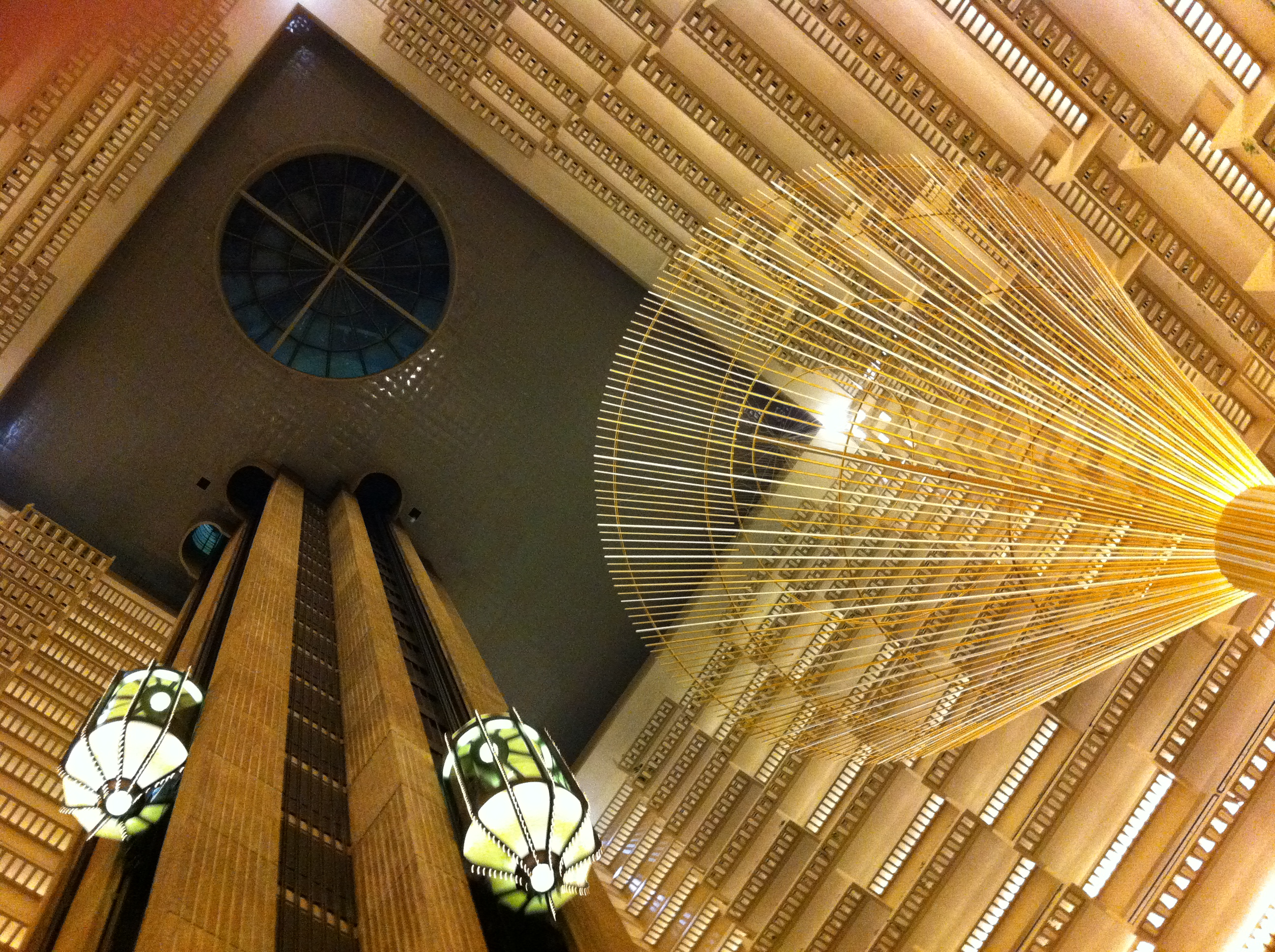
亚特兰大凯悦酒店中庭，是世界上第一个配有中庭的酒店。中庭后来也成为凯悦集团物业的标志性配置

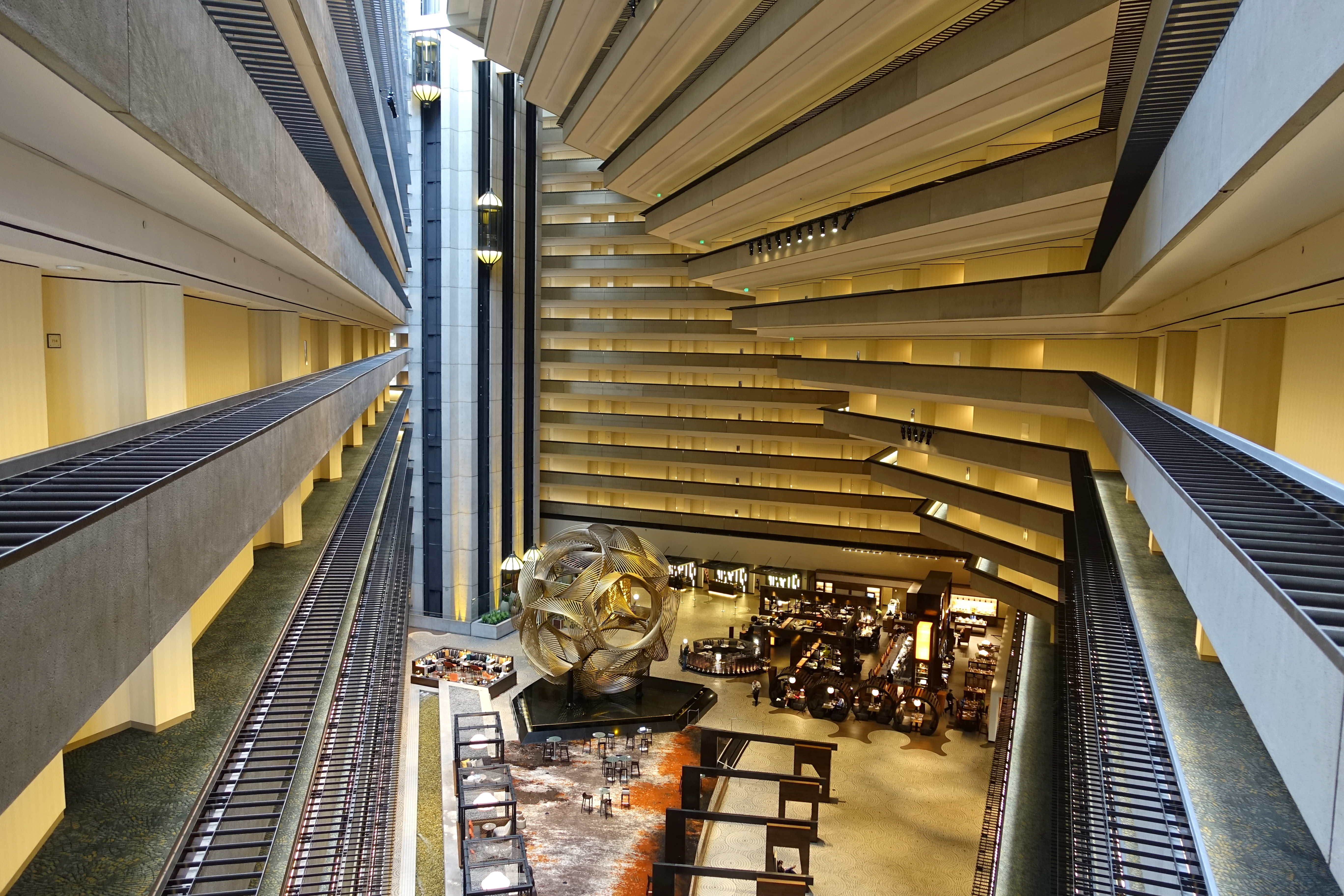
舊金山凱悅酒店中庭

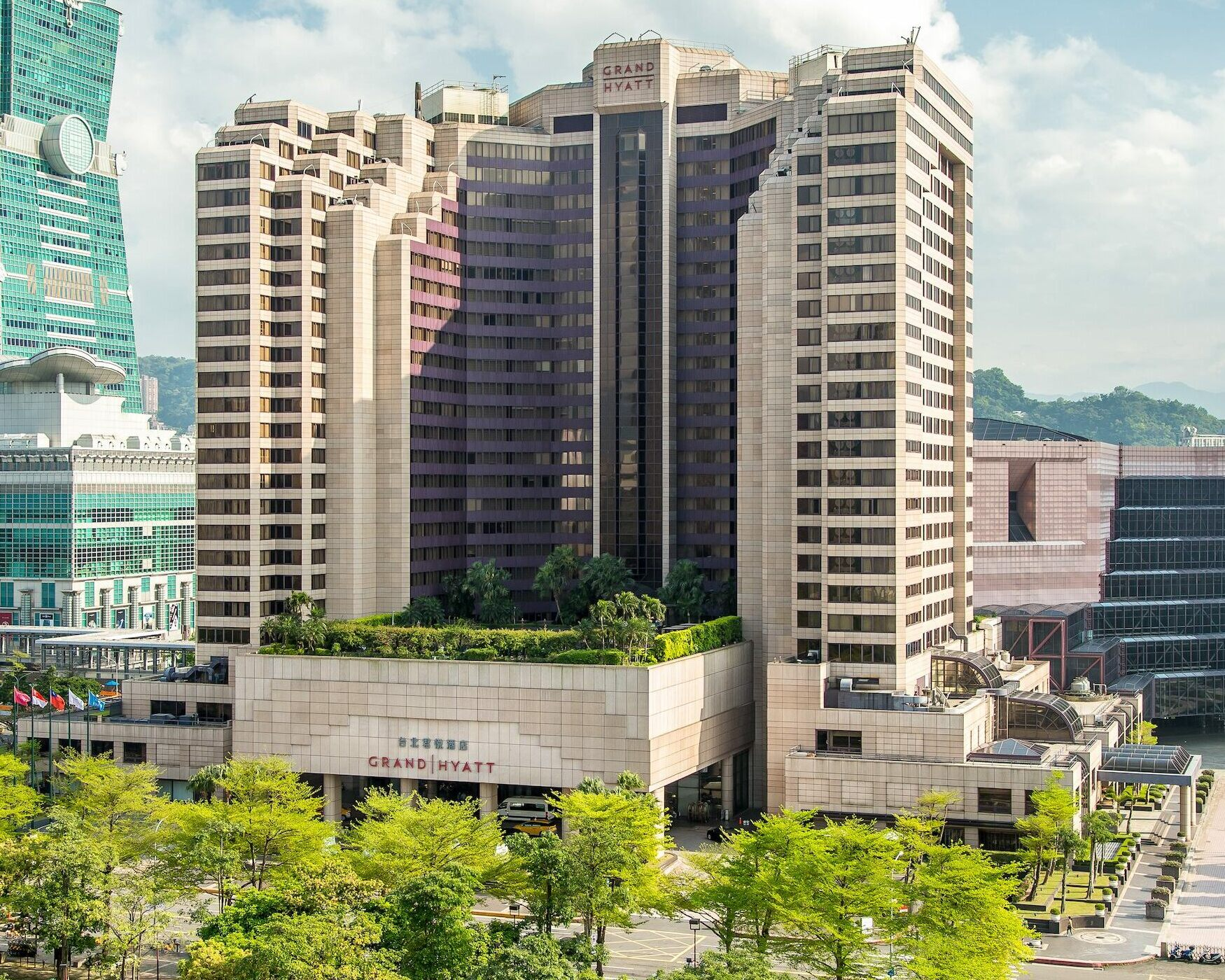
臺北君悅酒店

凱悅酒店集團首間酒店在1957年9月27日開業，位處洛杉磯國際機場，名為Hyatt House汽車旅館，也就是凱悅酒店的前身。而集團在20世紀60年代、尤其在1967年由约翰波特曼建筑设计事务所设计的亚特兰大凯悦酒店开张后發展迅速，使其成長為北美洲酒店管理及所有權公司。並在1968年成立凱悅國際酒店集團及將其上市。
1969年，凱悅國際酒店集團在美國已經有13間凱悅酒店，同年在海外開設首間酒店香港凱悅酒店。而凱悅酒店集團和凱悅國際公司分別在1979年和1982年將Pritzker家族的商業資產私有化。並在20世紀80年代引入君悅（Grand Hyatt）及柏悅（Park Hyatt）兩個豪華酒店品牌，但凱悅（Hyatt）仍是集團的主要酒店品牌。
1981年7月17日，位於美國密蘇里州的凱悅堪薩斯城飯店發生天橋坍塌意外，造成114人死亡，216人受傷。該意外肇因於工程疏忽，於懸掛式的天橋上採用耐重較差的箱形樑。2006年國家地理頻道於記錄片《重返危機現場》第3季第1集介紹該意外。
2004年，Pritzker家族擁有酒店所有物業資產，包括凱悅酒店集團和凱悅國際公司，並將其合併為單一實體，現名為凱悅酒店集團。
2020年1月，凯悦酒店与KL Midtown（由Hap Seng Consolidated和TTDI KL Metropolis成立的合资企业）签订了管理合同，以在后者在吉隆坡北部的KL Metropolis开发区开设凯悦酒店。
2021年3月，凯悦宣布在加利福尼亚州St. Helena开设全球范围内开设了第1000家酒店Napa Valley阿丽拉酒店。
2025年1月1日起台北諾富特華航桃園機場飯店，將改名「桃園國際機場凱悅酒店」(Hyatt Regency Taoyuan International Airport)，正式掛上凱悅酒店 (Hyatt Regency) 等級招牌，而在經營15年的「諾富特」品牌也將揮別台灣市場。

## 旗下品牌

### 至臻Timeless Collection
八個至臻品牌，定位是非凡的體貼服務和周到的住宿設施
- 君悅酒店（Grand Hyatt）
- 柏悅酒店（Park Hyatt）
- 凱悅酒店（Hyatt Regency）
- 凱悅嘉軒（Hyatt Place）
- 凱悅嘉寓（Hyatt House）
- HYATT®酒店
- 逸扉酒店（UrCove）
- Hyatt Residence Club
- Hyatt Studios

### 独特Boundless Collection
七个独特品牌，定位是与當地獨特的文化交織在一起，沉浸體驗純正的本土生活方式
- 米拉瓦爾渡假村（Miraval）
- 阿丽拉（Alila）
- 安達仕（Andaz）
- 凱悅尚萃（Hyatt Centric）
- 凯悦嘉薈（Caption by Hyatt）
- Dream Hotels
- Thompson Hotels

### 独立Independent Collection

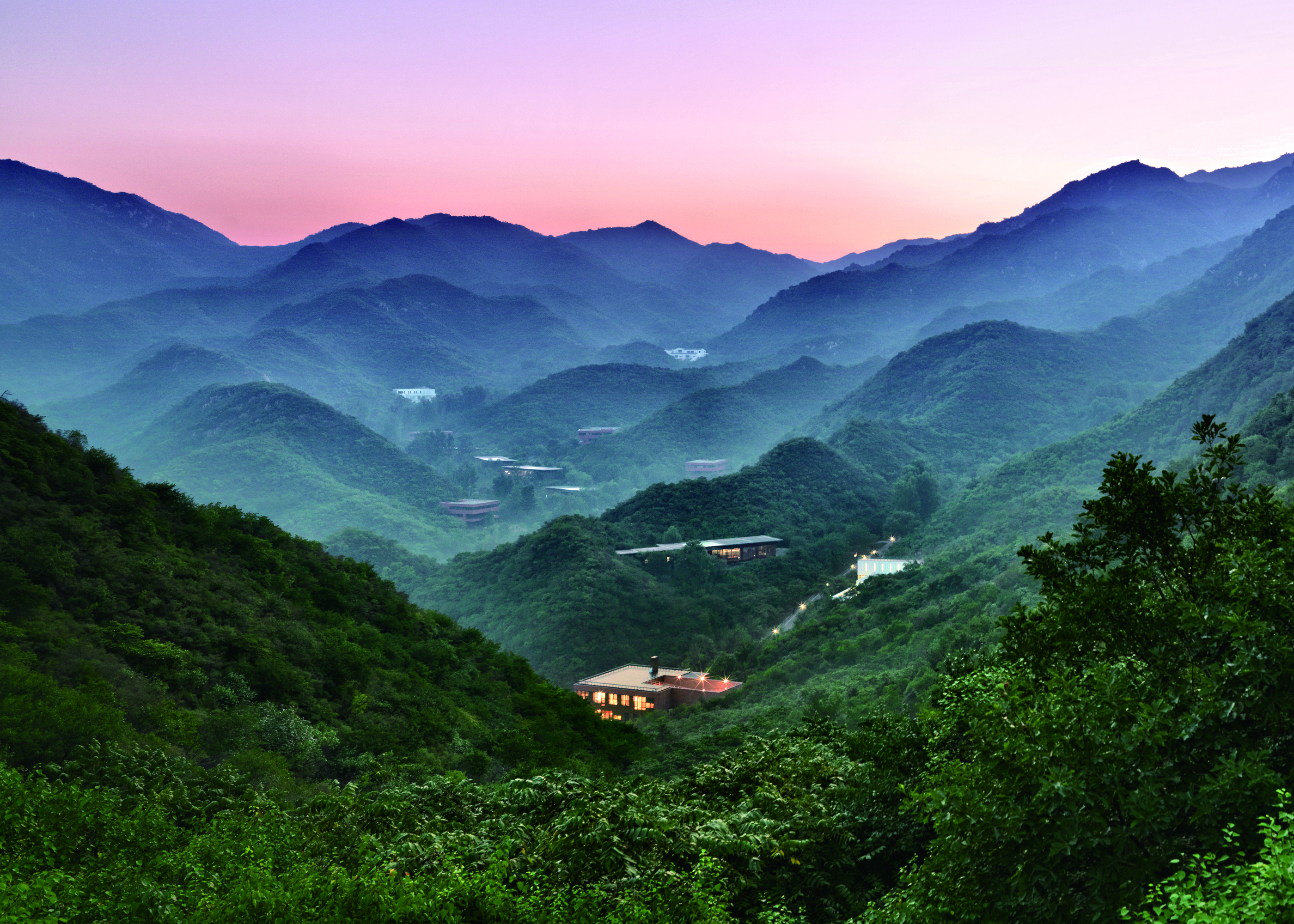
挂靠凱悅臻選品牌的北京长城脚下的公社建築群與山谷遠景

三种与众不同的品牌，主要是和当地业主合作，委托经营的原独立酒店
- 凱悅臻選（The Unbound Collection by Hyatt）
- 凯悦悠選（Destination by Hyatt）
- 凯悦尚選（JdV by Hyatt）

### 其他Inclusive Collection
九个品牌，定位是全包式服务
- Impression by Secrets
- Zoëtry Wellness & Spa Resorts
- Secrets Resorts & Spas
- Breathless Resorts & Spas
- Alua Hotels & Resorts
- Dreams Resorts & Spas
- Hyatt Vivid Hotels & Resorts
- Sunscape Resorts & Spas
- 凯悦奇樂（Hyatt Zilara）
- 凯悦樂家（Hyatt Ziva）

## 外部連結
- 官方网站
- 凱悅酒店集團的商業數據：  - Google
  - Reuters
  - SEC filings
  - Yahoo!